# نوور (اوکلاهما)
نوور (به انگلیسی: Nowhere) یک منطقهٔ مسکونی در ایالات متحده آمریکا است که در شهرستان کدو، اکلاهما واقع شده‌است. نوور ۴۰۹٫۹۶ متر بالاتر از سطح دریا واقع شده‌است.